# Jules Hoffmann
Jules A. Hoffmann (n. 2 august 1941, Iechternach, Echternach, Luxemburg) este un biolog și chimist francez de origine luxemburgheză, laureat al Premiului Nobel pentru Fiziologie sau Medicină în 2011, împreună cu Bruce Beutler, pentru descoperiri în domeniul activării imunității înnăscute. Cei doi au primit jumătate din premiu, cealaltă fiindu-i acordată lui Ralph Steinman.